# 第一代康沃利斯侯爵查爾斯·康沃利斯
第一代康沃利斯侯爵查爾斯·康沃利斯，KG，PC[?]（1738年12月31日—1805年10月5日），又譯康華里和康華利等，英國軍人、殖民地官員及政治家，美國獨立戰爭期間於1778年至1781年出任北美英軍副總司令，任內於1781年10月約克鎮圍城戰役大敗後率大軍投降。戰後他於1786年至1793年出任印度總督、1798年至1801年任愛爾蘭總督、1805年再任印度總督，但同年因病客死當地。
康沃利斯生於貴族之家，早年曾參與七年戰爭，1760年至1762年一度擔任下議院議員。1775年美國獨立戰爭爆發後，他前往北美作戰，1778年起出任北美英軍副總司令，1780年參與攻陷革命軍在南卡羅來納的據點查爾斯頓，其後又奉北美英軍總司令亨利·克林頓爵士之命留守當地，並於同年8月的卡姆登戰役擊潰查爾斯頓的革命軍餘部。然而，他後來在1781年決定率兵轉攻維珍尼亞，結果於同年10月約克鎮圍城戰役大敗後率大軍投降，標誌着英軍在美國獨立戰爭中大勢已去。康沃利斯與克林頓爵士戰後互相將戰敗原因歸咎於對方，使兩人不和關係公開，康沃利斯批評克林頓不發兵救援，而克林頓則反指康沃利斯未經批准擅離南卡羅來納，兩方就此始終爭論不休。
儘管如此，康沃利斯在美國獨立戰爭後繼續獲得政府重用，在第一次出任印度總督任內，他於第三次英邁戰爭期間出兵邁索爾王國，1792年戰勝後與蒂普蘇丹媾和，增強英國在印度地區的影響力，另外他又在1793年頒布《康沃利斯法規》及其中的《永久協議》，當中《協議》試圖釐清孟加拉地區的土地業權問題。卸任返國後，康沃利斯在1795年以軍械總局局長身份加入內閣，1798年獲任命為愛爾蘭總督，前往當地平息大規模暴亂，其後確保大不列顛王國和愛爾蘭王國平穩地依據《1800年聯合法令》，在1801年1月1日聯結為大不列顛及愛爾蘭聯合王國。卸任愛爾蘭總督後，康沃利斯在1802年代表英國與法國的拿破崙簽訂《亞眠和約》。1805年，他再度獲委任為印度總督，但在同年抵達加爾各答後身體因病不適，未幾病逝印度，遺體於當地安葬。

## 生平

### 早年生涯
康沃利斯在1738年12月31日生於英國倫敦高尚住宅區格羅夫納廣場，翌年1月15日受浸於漢諾威廣場的聖喬治教堂，父親為第五代康沃利斯勳爵（1700年－1762年），而母親伊莉莎伯·湯森（Elizabeth Townshend，？－1785年）是前內閣重臣第二代湯森子爵之女，湯森子爵本身是前首相羅伯特·沃波爾爵士的妹夫。康沃利斯祖居薩福克郡，家族為當地名門望族，祖上曾先後追隨查理一世及查理二世，家族屢有成員出任下議院埃爾（Eye）選區議員，至於他的其中兩位叔父腓特烈·康沃利斯（Frederick Cornwallis，1713年－1783年）及愛德華·康沃利斯（Edward Cornwallis，1713年－1776年）曾分別任坎特伯雷大主教及直布羅陀總督。
康沃利斯在家中兄弟姊妹中排行第六，同時是家中長子，他的其中一位胞弟威廉·康沃利斯爵士（Sir William Cornwallis）為皇家海軍上將。康沃利斯早年就讀於伊頓公學，在校內曾玩曲棍球時遇上意外，弄傷眼部，以致終身視力輕微受損，他後來升讀劍橋大學克莱尔学院。在1753年，其父獲晉封成為第一代康沃利斯伯爵（1st Earl Cornwallis），他作為長子亦從父親取得禮節性子爵封號，是為布羅姆子爵（Viscount Brome）。康沃利斯畢業後旋即於1757年12月8日以准尉（Ensign）身份加入第1步兵圍隊，並且前往時值七年戰爭的歐洲大陸，由此展開其軍事生涯。

### 軍事生涯
在歐洲大陸，康沃利斯曾於意大利都靈的軍事學院接受軍事訓練，另外亦曾駐守德意志地區。1758年至1759年，他在當地擔任英方將領格蘭比侯爵（Marquess of Granby）的副官，後又於1759年參與明登戰役。明登戰役後，康沃利斯購得第85步兵軍團的上尉職務，並返回英國加入該軍團。在1760年1月25日，他當選下院埃爾選區議員，但他在下院的時間相當短暫，不久以後就隨軍重返歐陸，並於1761年成為第12步兵團的中校。他在兵團中率領一支小隊，曾帶領小隊於1761年7月參與威林豪森戰役（Battle of Vellinghausen），此後他一直留守德意志地區，期間曾參與零星戰事，還獲擢升為中校。
在1762年7月，康沃利斯得知父親已在同年6月23日逝世而動身返回英國，世襲父親的伯爵爵位，成為第二代康沃利斯伯爵（2nd Earl Cornwallis）。他因其貴族身份而隨即喪失下院議席，後於同年11月首次出席上議院會議。在上議院，康沃利斯成為輝格黨羅金漢侯爵的支持者，但事實上他堅持獨立形象，在議會內不隨黨派投票，不過他仍在1765年3月連同另外五名貴族向政府的《印花法令》投反對票，反對向英屬北美十三州殖民地開徵直接稅。儘管如此，康沃利斯仍然獲得英皇喬治三世的信任，並在同年7月獲委為寢宮侍臣，至8月進一步獲委為英皇副官。不過在1766年3月，康沃利斯投票反對羅金漢政府的《聲明法令》，不滿英國國會獲得權力就任何事務為北美殖民地立法；他後來又在1769年下院米德爾塞克斯選舉爭議中支持激進派候選人約翰·威爾克斯的當選有效，但這都不減喬治三世對其信任。
在1766年3月，康沃利斯獲得第33步兵團的上校職務，同年停任英皇副官，自1769年至1770年出任聯合愛爾蘭副司庫（Joint Vice Treasurer of Ireland）。在1770年11月21日，康沃利斯又獲委任為樞密院顧問官，同年12月起出任倫敦塔總管，至1775年更獲軍方擢升為少將。

### 美國獨立戰爭

#### 早期戰事
儘管康沃利斯一直同情北美十三州殖民地人民的情況，但當美國獨立戰爭在1775年爆發時，他接受任命率部前往當地平亂，並在1776年1月1日獲暫任美洲地區中將。在1776年年初抵達北美後，他最初擔任英方將令亨利·克林頓（後為爵士）的副貳，曾在同年6月參與進攻南卡羅來納查爾斯頓的沙利文堡（Fort Sullivan），但以大敗告終。此後，他轉而效力北美英軍總司令威廉·何奧爵士，期間曾在1776年8月參與長島戰役，並於9月15日參與基普灣登陸戰，率領英軍成功登陸曼克頓，繼而佔領紐約市。在攻克紐約市後，康沃利斯獲何奧爵士指派到新澤西北部追剿革命軍的喬治·華盛頓將軍，但其部眾在12月26日於特倫頓被華盛頓攻擊，革命軍在戰事中取得勝利。雙方之後繼續展開追逐，但至普林斯頓的時候，康沃利斯一方再受挫，而他亦未能捉拿華盛頓。

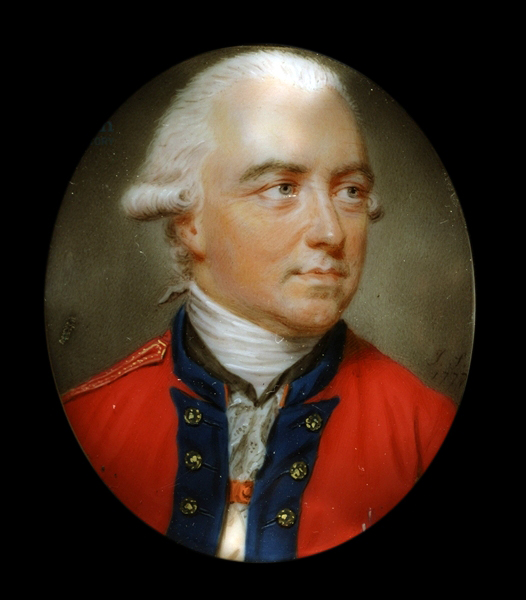
亨利·克林頓爵士

康沃利斯戰後返回英格蘭過冬，之後重返北美，獲總司令何奧爵士指派統領兩個師，以參與進攻費城一帶的行動，期間他在1777年9月參與白蘭地河戰役，10月再參與日耳曼敦战役，12月復與華盛頓在馬特森淺灘（Matson's Ford）發生零星衝突。在1778年初，康沃利斯第二度回英倫過冬，返國後被晉升正任中將。同年5月，英軍在薩拉托加戰事（Saratoga Campaign）敗陣後，克林頓爵士獲起用取代何奧爵士為北美英軍總司令，而身在英倫的康沃利斯則得悉自己出任英軍副總司令。然而，兩人昔日在合作上曾出現過意見分歧，因此雙方的關係並不融洽。回到北美戰場後，康沃利斯在1778年6月參與蒙茅斯縣府戰役，事後克林頓曾下令要他增援，但康沃利斯以妻子病重為理由，於同年年尾堅持返英倫過冬，並毅然從軍中辭職。雖然如此，其妻於1779年2月病逝後，康沃利斯重新返回美洲參戰，但這次克林頓卻一度以辭職相要脅，以示不滿。幾經調解，最後兩人一同在1779年12月向南部的北美殖民地進發，而康沃利斯繼續出任副總司令。

#### 南方戰事
在1780年5月，英軍在克林頓爵士指揮下進軍南卡羅來納，並攻下革命軍據點查爾斯頓，英軍在戰事中成功受降革命軍逾5,000人，對革命軍造成沉重打擊。但同樣在這個時期開始，克林頓與康沃利斯及其他同級將官的不和亦日益浮面，而事實上一眾將領在圍城戰役中也沒有充分合作。克林頓與其他同級軍官出現分歧及不願合作的問題在此後一直持續，軍方領導層未能團結一致，成為英方後來在戰爭中敗北的一大原因。攻克查爾斯頓後，克林頓返回紐約市主持大局，並留下康沃利斯率領8,000軍員駐守南方，同時命令他要守住查爾斯頓及位於喬治亞的萨凡納。在康沃利斯的指揮下，英軍一度在南部的戰事取得勝利，當中包括在1780年8月的卡姆登戰役擊潰查爾斯頓的革命軍餘部，但其輕騎兵部隊卻於翌年1月的考彭斯戰役中遭重挫，而隨後在1781年3月的吉爾福德縣府戰役入面，康沃利斯所率的英軍雖然取得最後勝利，但部隊卻在戰役中損傷慘重，他的愛將伯納斯特·塔爾頓（後為爵士）更在戰事中失去右手兩隻手指。

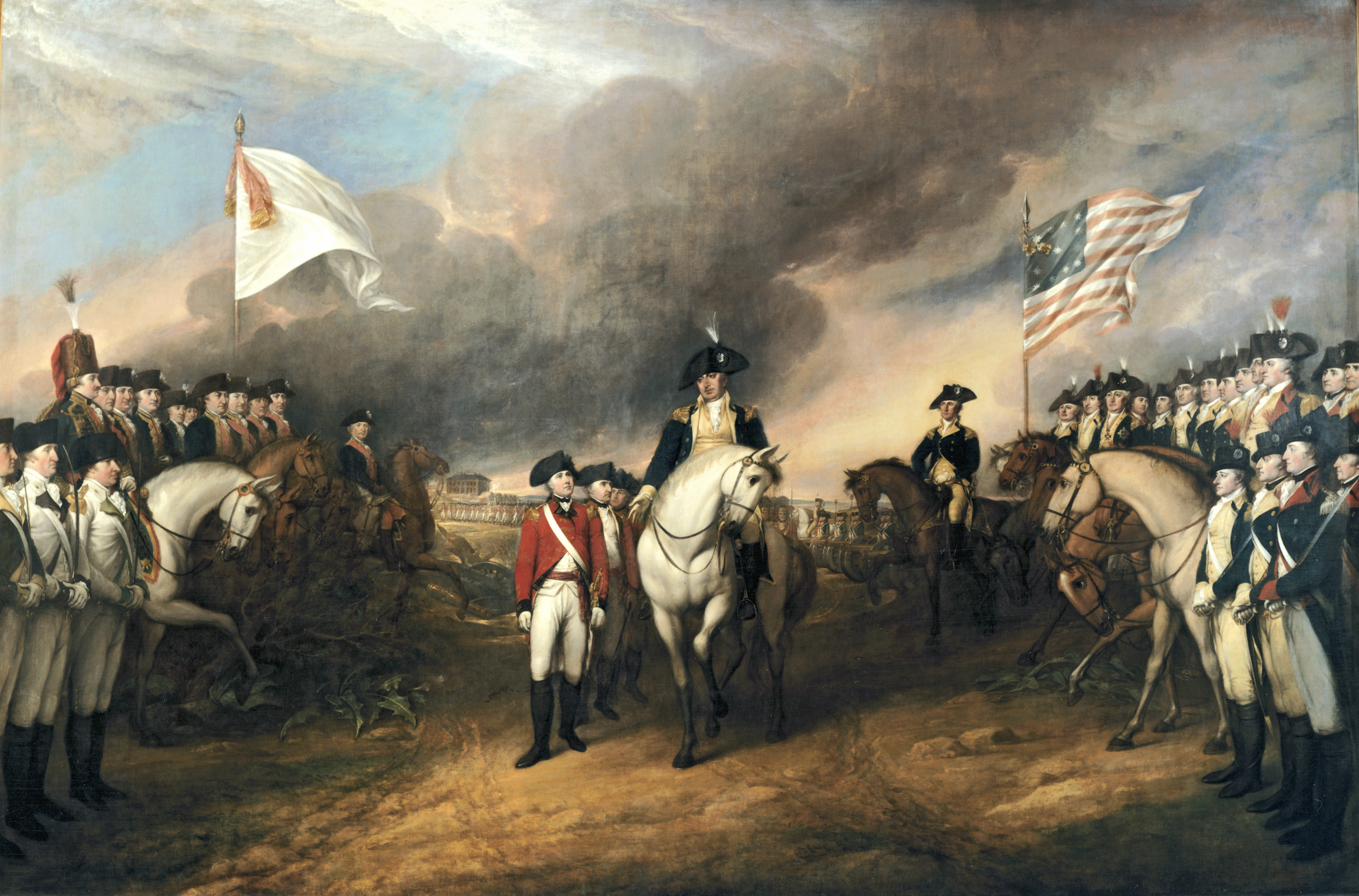
美國畫家約翰·杜倫巴爾在1820年描繪康沃利斯（正中騎白馬者）在約克鎮投降的油畫。但事實上康沃利斯稱病而沒有出席投降儀式。

克林頓爵士儘管在紐約繼續遙距監控南方的戰事，但從他對康沃利斯的通訊內容所見，他對南方戰況仍相當關注。然而，隨著戰事繼續進行，克林頓與康沃利斯的關係卻愈見疏離，他在後期通訊所用的措詞也變得尖酸刻薄。這某程度上令曾與康沃利斯通訊的殖民地大臣喬治·熱爾曼也認為，康沃利斯及其他軍官不願遵從克林頓，而克林頓也視自己為唯一獨大的指揮。自吉爾福德縣府戰役後，康沃利斯在未獲克林頓批准的情況下撤離北美南部，轉往北方的維珍尼亞，並在1781年6月試圖突襲準備在夏律第鎮開會的湯瑪斯·傑佛遜，但傑佛遜等人及時逃逸。經過零星戰鬥後，康沃利斯率部到約克鎮駐守，可是，駐守約克鎮很快就注定是一個錯誤的決定，不久以後，革命軍領袖喬治·華盛頓率大軍由北面迫近約克鎮，而華盛頓的法國盟友格拉斯伯爵更率領軍艦從海路而來，對約克鎮形成包抄之勢，並於9月28日開始向約克鎮進擊，史稱「約克鎮圍城戰役」，戰事持續近一個月，結果以英軍大敗收場，康沃利斯勳爵於10月17日決定率領8,000餘名部下投降，標誌著英軍在美國獨立戰爭中大勢已去，惟兩國的和約則遲至1783年方才正式簽署。英方在約克鎮的投降儀式在10月19日正式舉行，分別由革命軍的華盛頓將軍及法軍的羅尚博伯爵主持，但康沃利斯則稱病沒有出席。他最後淪為戰俘，並與交換人質的形式於同年年尾被遣返英倫，而英方交出的是大陸會議議員亨利·洛朗斯（Henry Laurens）。

### 戰敗返國

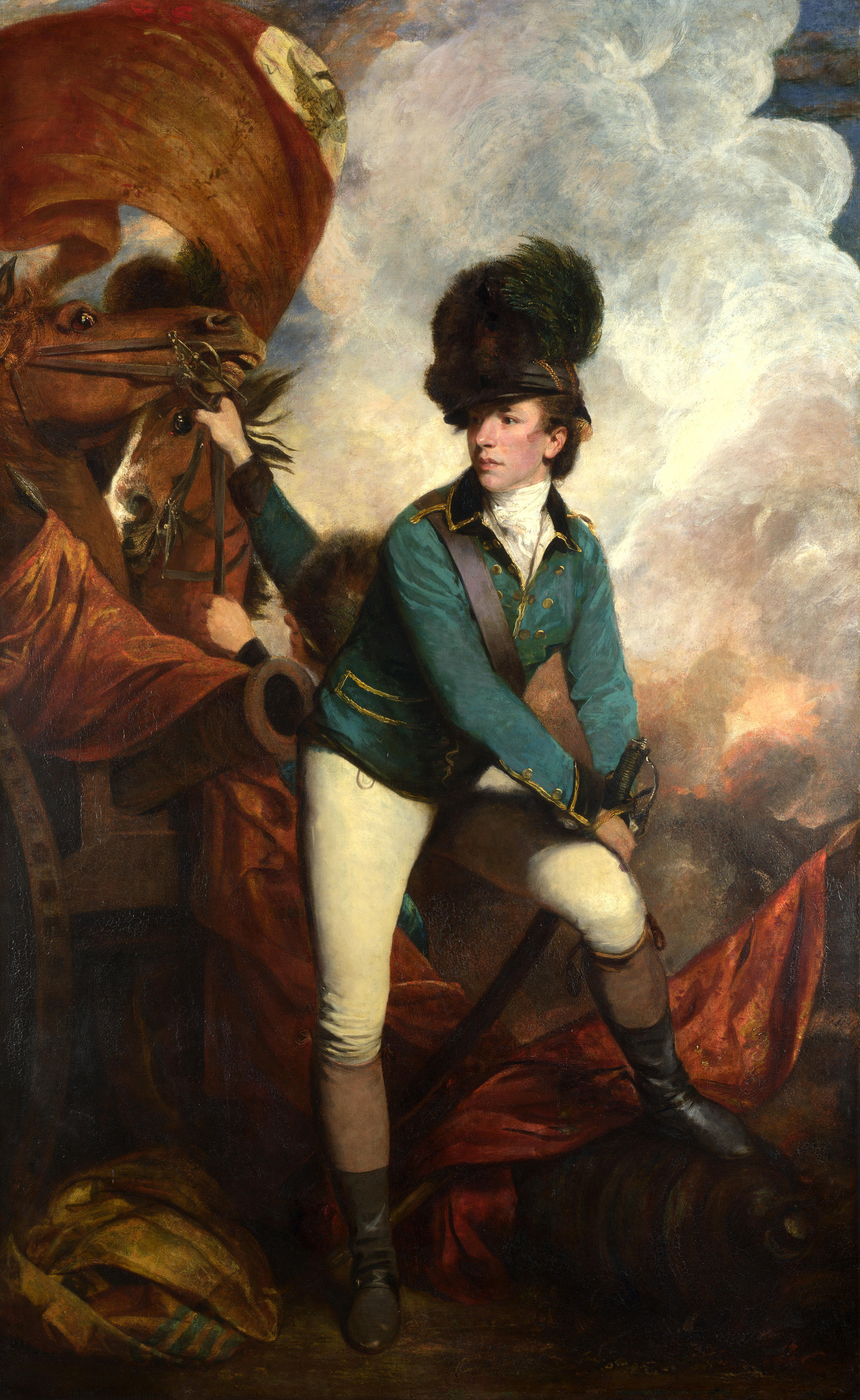
伯納斯特·塔爾頓爵士

康沃利斯雖然率大軍在約克鎮向革命軍投降，但他返國後未有受輿論廣泛譴責，而喬治三世及政府亦不減對他的信任。至於英國在北美敗陣後，執政逾10年的托利黨諾斯勳爵政府倒台，並由主和的輝格黨政府在羅金漢侯爵帶領下上台執政。新政府原本在1782年5月提名康沃利斯出任印度總督，但最終因為他的人質交換協定仍未失效，結果沒有成事。另一方面，康沃利斯與克林頓爵士間的不和亦在戰後隨之公開，兩人相互將英軍戰敗原因歸咎於對方。一方面，克林頓批評康沃利斯未經批准而擅自轉守維珍尼亞，但另一方面，康沃利斯則指自己在約克鎮曾多次發信要求身在紐約的克林頓增援，不過始終未有答覆，才招致英軍在約克鎮大敗。在1783年，克林頓進一步出版Narrative of the Campaign of 1781 in North America（《1781年北美戰事敘事》）一書，內容對康沃利斯多作指責，使兩人關係進一步惡化。後在1787年，康沃利斯的前部下伯納斯特·塔爾頓又出版名為Campaigns of 1780 and 1781 in the Southern Provinces of North America（《1780年及1781年北美南部地區戰役》）的回憶錄，內容多對克林頓有所迴護，並將英軍戰敗責任歸咎於康沃利斯。外界對該書評價不一，但有康沃利斯的支持者對書中觀點加以反駁，並出書回應，至於塔爾頓與康沃利斯的友誼亦因此決裂，而且從沒有修復過來。
康沃利斯在1784年2月一度辭任倫敦塔總管之職，但隨後在1784年11月獲重新委任，而且一直出掌該位至去世為止。後在1785年8月至9月，他進一步獲喬治三世任命為駐普魯士特命全權大使，期間曾覲見腓特烈大帝。至翌年2月，時任印度總督沃倫·黑斯廷斯因涉嫌貪污而遭召回英倫接受調查，托利黨的小皮特政府遂提命康沃利斯接替黑斯廷斯，康沃利斯旋於同年9月12日到任，出發前在6月2日再獲喬治三世授予屬最高等級的嘉德勳章，以示英廷對其相當信任。

### 印度總督

#### 第三次英邁戰爭

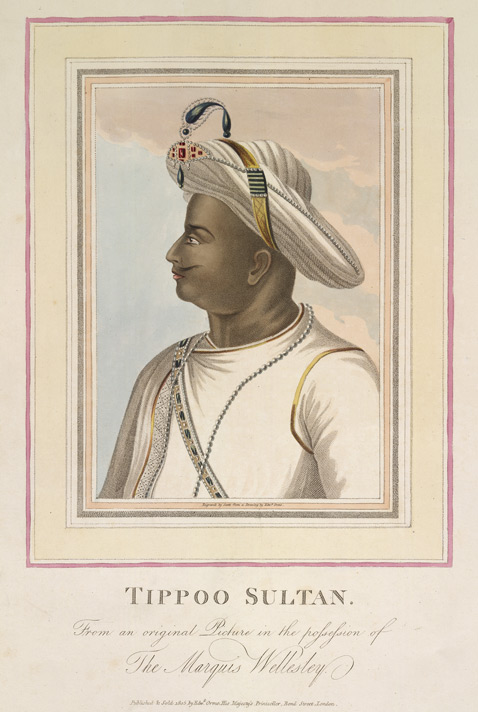
蒂普蘇丹

康沃利斯在任總督期間發生的最重大事件是與邁索爾王國爆發第三次英邁戰爭（Third Anglo-Mysore War）。事緣在1789年，邁索爾王國的蒂普蘇丹入侵英國盟友特拉凡哥爾，康沃利斯遂向邁索爾宣戰，繼而爆發持續三年的戰爭。康沃利斯最先在1790年發動進攻，惟有關行動並不成功，到1791年3月，他再次進犯邁索爾，除佔領班加羅爾，並一度迫近該國首都塞林伽巴丹，可是最後因為高韋里河氾濫而被迫撤退。翌年，康沃利斯攻陷塞林伽巴丹，蒂普蘇丹求和，簽訂《塞林伽巴丹條約》。根據條約，蒂普蘇丹將近一半國土割讓英國，並且即時繳納大筆賠款，同時承諾在未來繼續進貢。為表誠意，蒂普蘇丹又將兩名兒子送交英廷看管，以作人質，英廷最終鳴金收兵。
邁索爾王國原本是法國在印度的盟友，但由於第三次英邁戰爭時值法國大革命，法國無暇兼顧印度事務，沒有施予援手，遂成為邁索爾戰敗的其中一個原因。另一方面，隨著勢力範圍的擴展，英國在戰後加強在印度南部的控制和影響力，數年後更在1799年的第四次英邁戰爭中征服邁索爾王國，使之降格為受英國控制的土邦。至於康沃利斯本人在戰後則因功在1792年10月8日獲英廷由世襲伯爵晉升為第一代康沃利斯侯爵。

#### 土地改革
另一方面，康沃利斯還嘗試對孟加拉地區推行土地改革，在1793年制定《康沃利斯法規》（Cornwallis Code）及其中的《永久協議》（Permanent Settlement），當中《協議》的目的是要試圖解決前任總督未能有效處理的土地問題，和設法穩定當地的稅收。在推行有關的土地改革以前，孟加拉地區一直有些叫「地稅包收人」（Zamindar）的階級，專門負責代表昔日的莫臥兒皇帝向農民收稅，但由於缺乏監管，使不少地稅包收人隨著年月的增長，侵佔受政府委託收稅的產業，成為了這些產業的疑似業主。這種收稅的模式在東印度公司取得孟加拉地區的控制權後得到保留，但土地業權不清的問題卻持續存在。
康沃利斯本身甫上任就有意賦予地稅包收人對土地的永久擁有權，但卻為另一官員約翰·索爾爵士（Sir John Shore）反對。索爾爵士表示，政府缺乏充足資料去落實《永久協議》，並謂政府需要20至30年的時間作準備，否則對各方都會構成損害。不過，康沃利斯認為政府透過過去多年的管治經驗和所收集的數據，已足以推行新法，因此他建議立即實行改革。由於相方最後未能達成共識，再加上第三次英邁戰爭的爆發，使土地改革受到拖延。後來，康沃利斯及索爾惟有將他們的理據交由東印度公司董事局作最後定奪，但同時在1790年向地稅包收人賦予為期10年的土地擁有權，而假如《永久協議》獲得通過，10年時限的土地擁有權將立即改為永久土地擁有權。在1793年，董事局通過康沃利斯的方案，《永久協議》隨即在3月23日頒布實施。
根據康沃利斯的《永久協議》，地稅包收人獲賦予權力成為田產的永久性業主，惟一條件是他們要準時向政府繳納固定的地稅，而地稅永遠維持在同一水平，以期增大繳稅的誘因。雖然此一法例釐清有關土地業主的問題，而且康沃利斯又作出「永不加賦」的承諾，但地稅包收人始終對新制度抱有各種不滿。至於對於在這些田產內生活的轉借人及底層農民而言，他們在業權上的地位卻沒有被清楚界定，結果他們的權益往往在訴訟中亦沒有獲法庭承認。孟加拉地區的農村土地問題始終未能有效解決，一直到1859年，政府才另外立法，為這類人士釐清他們的土地權利。

### 卸任以後

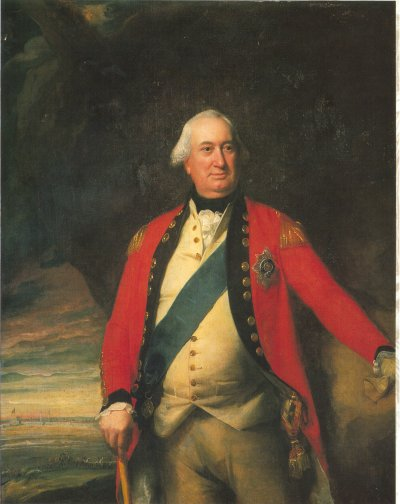
1795年的康沃利斯侯爵

康沃利斯在1793年10月28日卸任印度總督一職，返回英國，同年獲得將軍軍銜。他在任印度總督的功績備受朝野肯定，而當年在約克鎮大敗的經歷也漸為輿論所淡忘。在1795年，他復獲英揆小皮特委為軍械總局局長，並加入內閣供職，成為內閣入面唯一一位將軍，向政府提供軍事意見。未幾於1798年，愛爾蘭發生大規模暴亂，英政府有見康沃利斯具備軍事及行政管理經驗，遂即於同年6月委任他為愛爾蘭總督兼軍方總司令，前往當地平亂。
康沃利斯在愛爾蘭採用恩威並施的策略，對起事的叛亂分子首領加以嚴懲，另外又在1798年8月擊退試圖趁機在康諾特登陸的法國軍隊，至於參與亂事的一般百姓則予以寬大處理。康沃利斯還與布政司卡蘇里勳爵緊密合作，確保愛爾蘭局勢的穩定，又支持減少對天主教徒的打壓，獲得當地天主教徒及新教徒居民的肯定。康沃利斯在亂事後繼續出任愛爾蘭總督一職，任內確保大不列顛王國和愛爾蘭王國平穩地依據《1800年聯合法令》，在1801年1月1日聯結為單一國家，成為「大不列顛及愛爾蘭聯合王國」。康沃利斯在兩國正式合一後卸任，而愛爾蘭總督一位則由哈德威克伯爵在1801年4月接任。
此外，由於小皮特政府在1801年3月垮台，康沃利斯亦在同年6月辭任軍械總局局長。不過，繼小皮特出任首相的亨利·阿丁頓在上任後積極與法國開展和談，除了派霍克斯堡勳爵（後為利物浦勳爵）前往巴黎和談外，另外又於1801年任命康沃利斯為全權特使，前往法國簽署和約。在1802年3月25日，康沃利斯與拿破崙兩人簽署《亞眠和約》，以示英、法兩國自法國大革命以來的敵對局面暫時終結。而事實上，《亞眠和約》所締結的和平局面相當短促，英、法戰火復於1803年重燃。

### 客死印度
在1805年，東印度公司董事局因不滿印度總督韋爾斯利侯爵的施政過份激進，於是邀請康沃利斯再度出任印度總督兼總司令。康沃利斯在同年7月於加爾各答上任，但這時他的身體狀況已經不容樂觀。他隨後趕緊出發接管軍隊途中，在10月5日於瓦拉納西地區內的加濟布爾病逝，終年66歲。他的遺體隨後於加濟布爾安葬，其墳墓規模鉅大，位置可遠眺恆河，現時仍由印度政府負責打理。康沃利斯身後，其世襲侯爵爵位由其獨子查爾斯繼承，是為第二代康沃利斯侯爵。

## 家庭
康沃利斯在1768年7月14日在薩福克郡卡爾福德（Culford）娶女子傑米瑪·托麗金斯·瓊斯（Jemima Tulikens Jones）為妻。瓊斯約於1741年出生，是詹姆士·瓊斯上校之女。她於1779年2月14日（另一說4月14日）卒於卡爾福德園（Culford Park），終年僅38歲。康沃利斯夫婦共育有一名兒子，名為查爾斯·康沃利斯，第二代康沃利斯侯爵（1774年－1823年）。

## 榮譽

### 頭銜
- 查爾斯·康沃利斯閣下 （1738年12月31日－1753年6月30日）
- 布羅姆子爵 （1753年6月30日－1757年12月8日）
- 陸軍准尉布羅姆子爵 （1757年12月8日－1760年1月25日）
- 陸軍准尉布羅姆子爵，MP （1760年1月25日－1761年5月1日[1]）
- 陸軍中校布羅姆子爵，MP （1761年5月1日－1762年6月23日）
- 陸軍中校康沃利斯伯爵閣下 （1762年6月23日－1766年3月21日[1]）
- 陸軍上校康沃利斯伯爵閣下 （1766年3月21日－1770年11月21日）
- 陸軍上校康沃利斯伯爵閣下，PC （1770年11月21日－1775年9月29日[1]）
- 陸軍少將康沃利斯伯爵閣下，PC （1775年9月29日－1776年1月1日）
- 陸軍中將康沃利斯伯爵閣下，PC （1776年1月1日－1786年6月2日）
- 陸軍中將康沃利斯伯爵閣下，KG，PC （1786年6月2日－1792年10月8日）
- 陸軍中將康沃利斯侯爵閣下，KG，PC （1792年10月8日－1793年10月12日[1]）
- 陸軍上將康沃利斯侯爵閣下，KG，PC （1793年10月12日－1805年10月5日）

### 殊勳
- 以下列出榮譽全稱及縮寫：^ 
  - 樞密院顧問官（P.C.） （1770年11月21日[22]）
  - 嘉德勳章（K.G.） （1786年6月2日[23]）
  - 世襲侯爵 （1792年10月8日）

### 以他命名事物
- 康華利堡（Fort Cornwallis）：位於馬來西亞檳城。

## 注腳
1. 1 2 3 4 5 6 7 8 9 10 11 12  Edited by Charles Ross, Correspondence of Charles, First Marquis of Cornwallis, London: John Murray, Albemarle Street, 1859.
2. 1 2  "THE HOUSE OF COMMONS CONSTITUENCIES BEGINNING WITH "E" （页面存档备份，存于）", Leigh Rayment's Peerage Page, retrieved on 4 May 2009.
3. ↑  Cornwallis, Charles, Viscount Brome （页面存档备份，存于） in Venn, J. & J. A., Alumni Cantabrigienses, Cambridge University Press, 10 vols, 1922-1958.
4. ↑  另有一說曾指他入讀劍橋大學聖約翰學院，但該院院長達漢姆博士牧師（Rev Dr Tatham，1839年－1857年在任）曾搜查書院歷年學生名錄，惟未曾發現康沃利斯之芳名。（Ross, p. 3.）
5. 1 2  "History and Biography", The Westminster Review No. XXXI, July 1859.
6. 1 2 3 4 5 6 7 8 9 10 11 12  "CHARLES CORNWALLIS CORNWALLIS, 1st Marquess", Encyclopædia Britannica, 1911.
7. 1 2 3  "General Sir Charles Cornwallis, 1st Marquess Cornwallis （页面存档备份，存于）", thePeerage.com, retrieved on 4 May 2009.
8. 1 2 3 4  "British General Charles Earl Cornwallis 的存檔，存档日期2009-03-03.", The Patriot Resource, retrieved on 4 May 2009.
9. ↑  Holley Calmes, Charles Brome, Earl (later 1st Marquess) Cornwallis (1738 - 1805) 的存檔，存档日期2009-04-13., retrieved on 4 May 2009.
10. ↑  Robert Harvey, A Few Bloody Noses: The Realities and Mythologies of the American Revolution, The Overlook Press, 2002.
11. ↑  "GEN. SIR BANASTRE TARLETON, BART.", Gentleman's Magazine v. 103, London: J. B. Nichols and Son, 1833, pp. 273 - 274.
12. ↑  Cornwallis Papers （页面存档备份，存于）, The National Archives, accessed 30 September 2008.
13. ↑  Germain Papers, Clements Library, An Arbor. Germain Papers 的存檔，存档日期2007-02-03. Accessed 30 September 2008.
14. 1 2  Holley Calmes, Banastre Tarleton - A Biography by Holley Calmes 的存檔，存档日期2012-12-15., retrieved on 27 January 2009.
15. ↑  Edward Lengel, General George Washington, New York: Random House Paperbacks, 2005, p.343.
16. 1 2 3 4 5 6 7  Charles Frederick Partington, "CORNWALLIS, CHARLES MARQUIS OF", The British Cyclopædia of Biography, London: WM. S. ORR AND CO., AMEN CORNER, PATERNOSTER ROW, 1837.
17. ↑  "Sir Henry Clinton", Notable Names Database, accessed 23 September 2008.
18. 1 2 3 4 5  "Bengal", Encyclopædia Britannica, 1911.
19. 1 2 3 4  "Permanent Settlement 的存檔，存档日期2008-12-27.", BANGLAPEDIA, retrieved on 4 May 2009.
20. ↑  John Watkins, "Cornwallis (Charles, Marquis)", The Universal Biographical Dictionary, Longman, 1823.
21. ↑  "Charles Cornwallis （页面存档备份，存于）", Find a Grave Memorial, retrieved in 4 May 2009.
22. ↑  "PRIVY COUNSELLORS 1679 - 1835 （页面存档备份，存于）", Leigh Rayment's Peerage Page, retrieved on 4 May 2009.
23. ↑  "KNIGHTS OF THE GARTER Archive.today的存檔，存档日期2011-10-26", Leigh Rayment's Peerage Page, retrieved on 4 May 2009.

## 外部連結
- 康沃利斯侯爵位於印度的墳墓 （页面存档备份，存于）

| 官衔                                | 官衔                               | 官衔                             |
| ----------------------------------- | ---------------------------------- | -------------------------------- |
| 前任： 博林布魯克子爵               | 寢宮侍臣 1765年                    | 繼任： 白金漢郡伯爵 （1767年起） |
| 政府职务                            |                                    |                                  |
| 前任者： 約翰·麥克弗森爵士 （署理） | 印度總督 1786年 - 1793年           | 繼任者： 約翰·索爾爵士           |
| 前任者： 里奇蒙公爵                 | 軍械總局局長 1795年 - 1801年       | 繼任者： 查塔姆伯爵              |
| 前任者： 康登伯爵                   | 愛爾蘭總督 1798年 - 1801年         | 繼任者： 哈德威克伯爵            |
| 前任者： 韋爾斯利侯爵               | 印度總督 1805年                    | 繼任者： 喬治·巴羅爵士 （署理）  |
| 司法职务                            |                                    |                                  |
| 前任者： 曼森勳爵                   | 特倫特以南巡察法官 1767年 - 1769年 | 繼任者： 弗萊徹·諾頓爵士         |
| 外交職務                            |                                    |                                  |
| 前任者： 索色蘭公爵 （至1792年）    | 英國駐法國全權特使 1801年 - 1802年 | 繼任者： 惠特沃思伯爵            |
| 军职                                |                                    |                                  |
| 前任者： 羅伯特·斯洛柏爵士          | 印度英軍總司令 1786年 - 1793年     | 繼任者： 羅伯特·阿培克朗比爵士   |
| 前任者： 拉爾夫·阿培克朗比爵士      | 愛爾蘭英軍總司令 1798年 - 1801年   | 繼任者： 威廉·梅多斯爵士         |
| 前任者： 萊克勳爵                   | 印度英軍總司令 1805年              | 繼任者： 萊克勳爵                |
| 榮銜                                |                                    |                                  |
| 前任： 斯特拉頓的柏克萊勳爵         | 倫敦塔總管 1771年 - 1784年         | 繼任： 喬治·萊諾克斯勳爵         |
| 前任： 喬治·萊諾克斯勳爵            | 倫敦塔總管 1784–1805               | 繼任： 莫伊拉伯爵                |
| 大不列顛貴族爵位                    |                                    |                                  |
| 新頭銜                              | 康沃利斯侯爵 1792年 - 1805年       | 繼任者： 查爾斯·康沃利斯         |
| 前任者： 查爾斯·康沃利斯            | 康沃利斯伯爵 1762年 - 1805年       | 繼任者： 查爾斯·康沃利斯         |